# Micromino
Micromino è un personaggio dei fumetti creato da Toni Pagot. È apparso per la prima volta nel 1977 su Il Giornalino ed è il protagonista dell'omonima serie di storie pubblicate sulla rivista. Nel corso degli anni ha avuto diversi cambiamenti grafici.

## Storia
Micromino è un bambino poverissimo di bassa statura che vive da solo, nella periferia di una città, in mezzo alla discarica della città di Solipsia. Gli unici suoi amici sono gli "abitanti" della discarica: topi; gatti randagi; e cani che cercano il cibo fra i rifiuti.
Egli è aiutato dai compagni di classe Vanessa, una ragazzina coetanea biondissima, e da Lampisterio, il classico nemico-amico, di famiglia ricca, che Micromino ama come fratelli. I due amici agiscono come contrappesi: Lampisterio spesso si lascia prendere la mano dalla monelleria - anche ingenua - che lo porta a fare dispetti e disastri più o meno invasivi verso gli amici o la classe; Vanessa, dal canto suo, forse sin troppo matura, è implacabile nel cercare di rimetterlo in riga. 
Quando Micromino fa indossare a Vanessa degli invisibili occhiali, gli "occhiali fantachimerici", che permettono di mostrare la realtà filtrata dalla fantasia, i cattivi vengono sconfitti, e gli animali collaborano con il permanere degli effetti, insegnando il candore e il rispetto per gli altri.